# UFC on ESPN: Reyes vs. Weidman
UFC on ESPN: Reyes vs. Weidman（ユーエフシー・オン・イーエスピーエヌ：レイエス・バーサス・ワイドマン、別名UFC on ESPN 6）は、アメリカ合衆国の総合格闘技団体「UFC」の大会の一つ。2019年10月18日、マサチューセッツ州ボストンのTDガーデンで開催された。

## 大会概要
本大会ではドミニク・レイエスとクリス・ワイドマンによるライトヘビー級戦が組まれた。

## 試合結果

### プレリミナリーカード
第1試合 ヘビー級 5分3R
○  タナー・ボーザー vs.  ダニエル・スピッツ ×
3R終了 判定3-0（30-27、30-27、30–27）
第2試合 ミドル級 5分3R
○  ブレンダン・アレン vs.  ケビン・ホランド ×
2R 3:38 リアネイキドチョーク
第3試合 ウェルター級 5分3R
○  ショーン・ブレイディ vs.  コート・マッギー ×
3R終了 判定3-0（29–28、30-27、30-27）
第4試合 バンタム級 5分3R
○  ランディ・コスタ vs.  ボストン・サーモン ×
1R 2:15 TKO（右ストレート→パウンド）
第5試合 フェザー級 5分3R
○  ショーン・ウッドソン vs.  カイル・ボフニャク ×
3R終了 判定3-0（30–26、30-27、30-27）
第6試合 女子フライ級 5分3R
○  モリー・マッキャン vs.  ディアナ・ベルビタ ×
3R終了 判定3-0（30–26、30–26、30–26）
第7試合 67.1kg契約 5分3R
○  チャールズ・ローザ vs.  マニー・バミューデス ×
1R 2:46 腕ひしぎ十字固め
※バミューデスの体重超過によりフェザー級から変更。

### メインカード
第8試合 85.5kg契約 5分3R
○  ダレン・スチュワート vs.  デロン・ウィン ×
3R終了 判定2-1（29–28、28–29、29-28）
※ウィンの体重超過によりミドル級から変更。
第9試合 女子フライ級 5分3R
○  メイシー・バーバー vs.  ジリアン・ロバートソン ×
1R 3:04 TKO（スタンドパンチ連打）
第10試合 ライト級 5分3R
○  ジョー・ローゾン vs.  ジョナサン・ピアース ×
1R 1:33 TKO（パウンド）
第11試合 ヘビー級 5分3R
－  グレッグ・ハーディ vs.  ベン・ソソリ －
3R終了 判定3-0（29–28、29–28、29-28）
※ハーディの吸引器使用によりノーコンテスト。
第12試合 フェザー級 5分3R
○  ヤイール・ロドリゲス vs.  ジェレミー・スティーブンス ×
3R終了 判定3-0（29–28、29–28、29-28）
第13試合 ライトヘビー級 5分5R
○  ドミニク・レイエス vs.  クリス・ワイドマン ×
1R 1:43 KO（左ストレート→パウンド）

### 各賞
ファイト・オブ・ザ・ナイト： ヤイール・ロドリゲス vs. ジェレミー・スティーブンス
パフォーマンス・オブ・ザ・ナイト： ドミニク・レイエス、チャールズ・ローザ
各選手にはボーナスとして5万ドルが授与された。

### カード変更
負傷などによるカードの変更は以下の通り。